# Something Magic
Something Magic  studijski je album britanskog rock sastava Procol Haruma koji izlazi 1977.g. Nakon snimanja albuma basist Chris Copping napušta sastav, zamjenjuje ga Dee Murray (basist Eltona Johna) i nastavlja promociju albuma na turneji po Sjevernoj Americi.

## Popis pjesama
1. "Something Magic"
2. "Skating on Thin Ice"
3. "Wizard Man"
4. "The Mark of the Claw"
5. "Strangers in Space"
6. "The Worm & The Tree Part One"

- "Predgovor"
- "Prijetnja"
- "Okupacija"

7. "The Worm & The Tree Part Two"
- "Sklop"
- "Isčekivanje"
- "Bitka"

8. "The Worm & The Tree Part Three"
- "Regeneracija"
- "Epilog"

## Izvođači
- Pete Solley - orgulje, sintisajzer
- Chris Copping - bas-gitara
- B.J. Wilson - bubnjevi
- Mick Grabham - gitara
- Gary Brooker - pianino, vokal
- Keith Reid - tekst

## Vanjske poveznice
- ProcolHarum.com - Detalji o albumu na službenim internet stranicama Procol Haruma